# Groene Poort

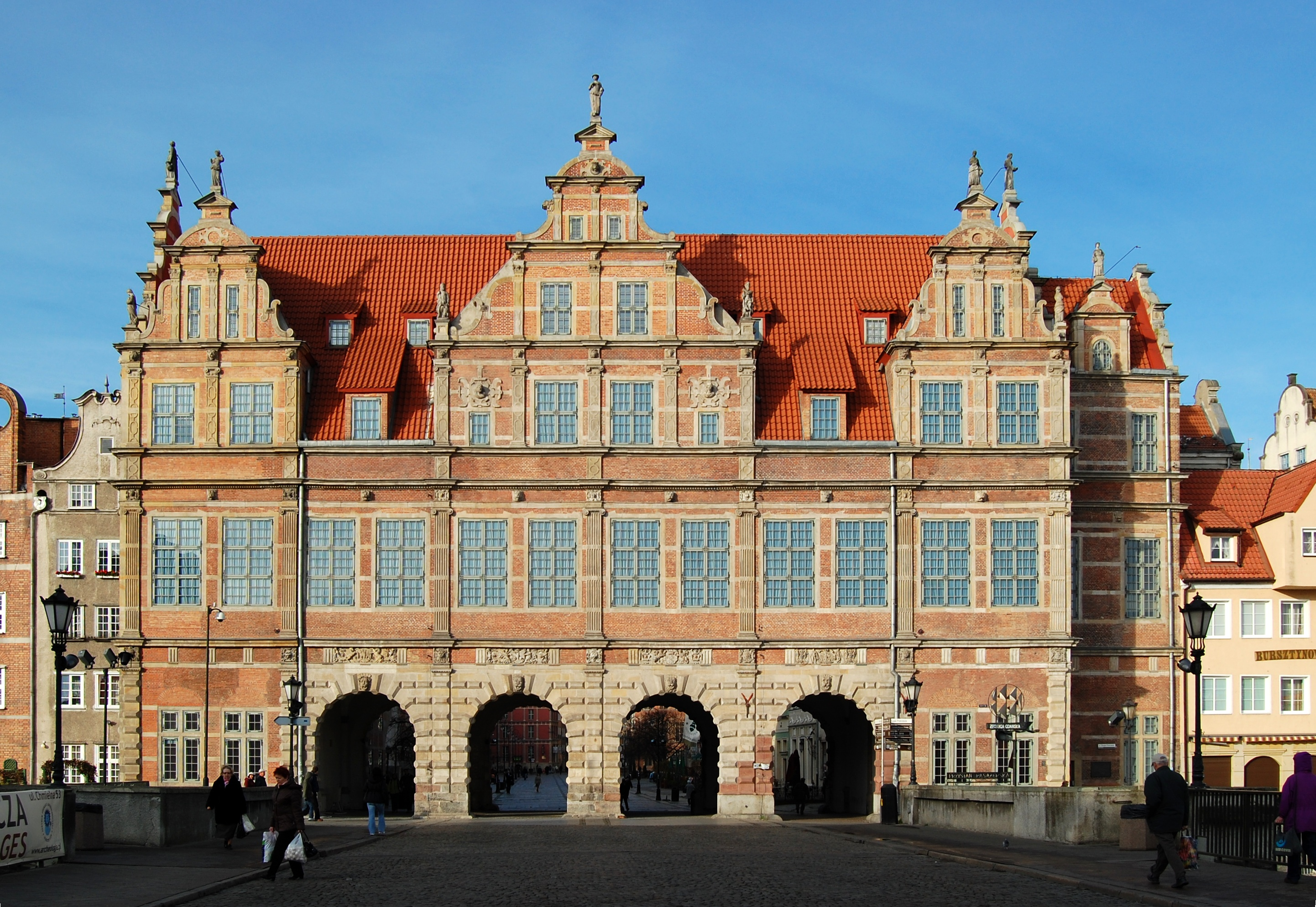
De Groene Poort

De Groene Poort (Pools: Brama Zielona; Duits: Grünes Tor) is een stadspoort in de Poolse stad Gdańsk. De Groene Poort is gelegen tussen de Lange Markt en de rivier Motława.
De poort werd tussen 1564 en 1568 gebouwd volgens het Vlaamse maniërisme en was de opvolger van de koggepoort uit de veertiende eeuw. De poort werd ontworpen door Hans Kramer, afkomstig uit Dresden en is geïnspireerd op het stadhuis van Antwerpen. De poort heeft vier doorgangen en erboven is ook een gebouw gebouwd, wat de indruk geeft dat het een kasteel is. Oorspronkelijk zou het de stadsresidentie worden voor de Poolse koningen, maar enkel Maria Ludovica Gonzaga heeft het gebouw bewoond, voor haar verloving met Wladislaus Wasa. Nadat het gebouw tijdens de Tweede Wereldoorlog vernield werd werd het later weer heropgebouwd en in zijn glorie hersteld. In 2002 stortte een deel van het gebouw in, maar dit werd inmiddels weer hersteld.

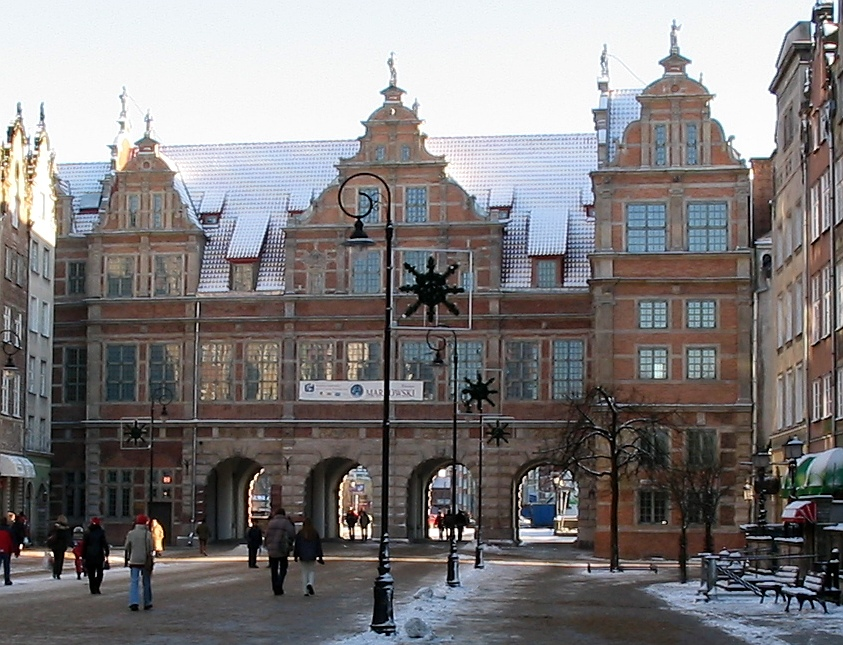
Groene Poort vanuit de Lange Markt uit gezien

Belvedèrepaleis · Kasteel Będzin · Bobolice · Chęciny ·  Groene Poort · Koninklijk Kasteel (Warschau) · Lublin · Łazienkipaleis · Łęczyca · Slot Mariënburg · Marywil · Myślewicki-paleis · Niepołomice · Nowy Sącz · Ogrodzieniec · Kazimierzpaleis ·Paleis onder het blikken dak · Piotrków Trybunalski · Koninklijk Paleis (Poznań) · Sandomierz · Sanok · Saksisch Paleis · Tykocin · Ujazdówkasteel · Wawel · Wilanówpaleis